# Алексеевка (Качугский район)
Алексе́евка — деревня в Качугском районе Иркутской области России. Входит в Верхоленское муниципальное образование.
Находится на левом берегу реки Куленги (левый приток Лены), в 7 км к юго-западу от села Верхоленск, и в 39 км к северо-западу от районного центра, рабочего посёлка Качуг.

## Население
| 2002 | 2010 | 2011 | 2012 |
| ---- | ---- | ---- | ---- |
| 52   | ↘22  | →22  | ↘20  |

По данным Всероссийской переписи, в 2010 году в деревне проживали 22 человека (9 мужчин и 13 женщин).